# Sarah Spiekermann

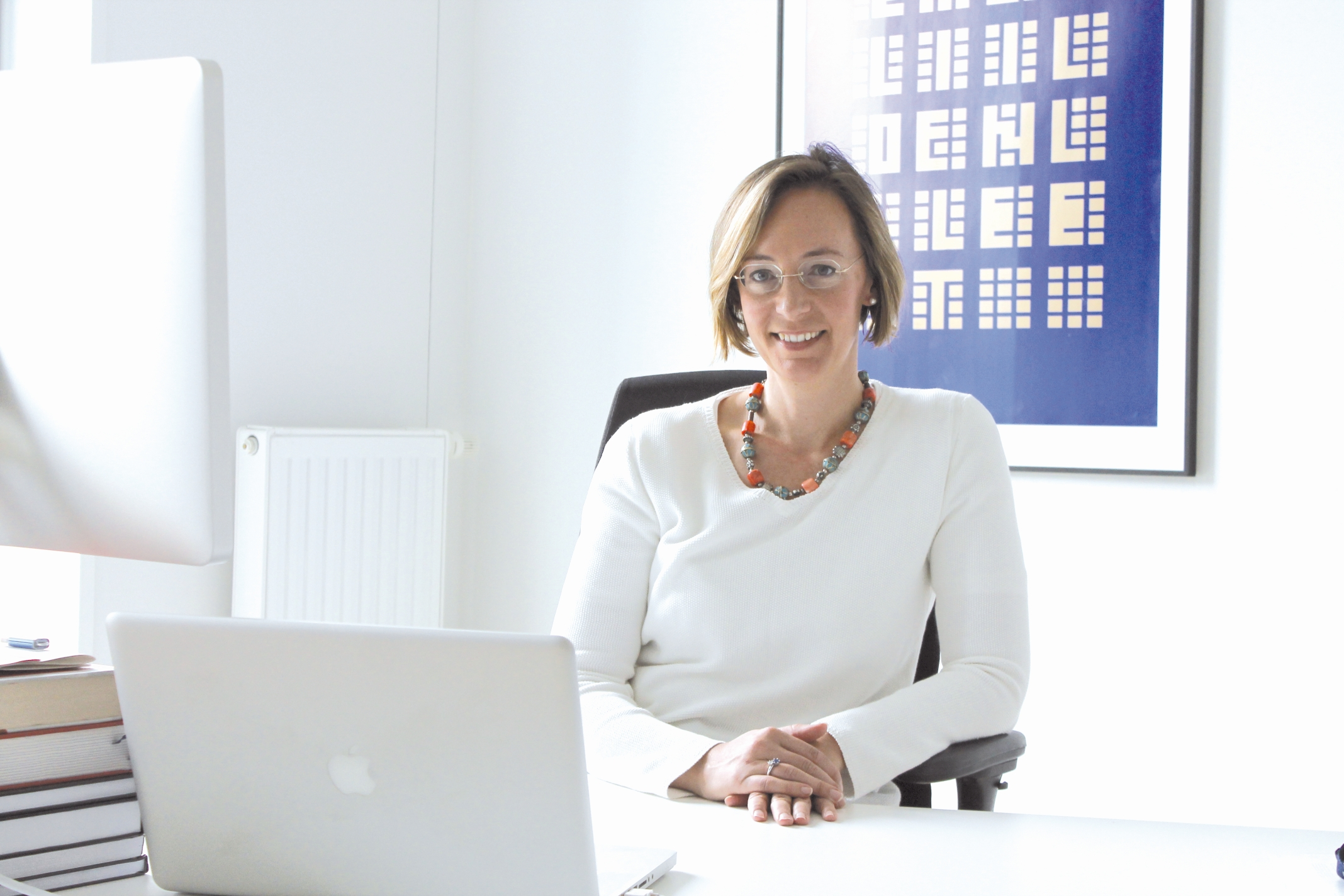
Sarah Spiekermann 2015

Sarah Spiekermann, verh. Sarah Spiekermann-Hoff (* 5. September 1973 in Düsseldorf), ist eine deutsch-österreichische Wirtschaftsinformatikerin. Seit 2009 leitet sie den Lehrstuhl für Wirtschaftsinformatik und Gesellschaft an der Wirtschaftsuniversität Wien.

## Leben und Wirken
Sarah Spiekermann wurde 1973 in Düsseldorf geboren und studierte zunächst Betriebswirtschaftslehre an der Universität Passau und der französischen Grande École Européenne des Affaires (ESCP – EAP) in Paris, Oxford und Berlin. Die Ausbildung führte zu ersten Arbeitsstationen als Management Consultant bei A. T. Kearney in Berlin; 2002/03 war sie als Marketing Manager bei Openwave Systems in Paris tätig.
2001 promovierte sie an der Humboldt-Universität zu Berlin bei Oliver Günther zu der Frage, wie sich Menschen von digitalen anthropomorphen Softwareagenten im Kaufprozess unterstützen lassen. Im Rahmen der Promotion etablierte sie als Erste den Gedanken, dass die Aufgabe von Privatsphäre eine eigene Suchkostenkategorie für Internetnutzer darstellt und entdeckte experimentell das sogenannte Privacy Paradox. Dieses beschreibt, wie Menschen trotz ihres Wunsches nach Privatsphäre über die Maßen private Informationen online von sich preisgeben.
2007 wurde Sarah Spiekermann an der Humboldt-Universität im Fach Wirtschaftsinformatik habilitiert. In ihrer Habilitation widmete sie sich dem Thema der menschlichen Kontrolle im Internet der Dinge (‚Ubiquitous Computing‘) und prägte gemeinsam mit Frank Pallas den Begriff des Technologiepaternalismus. Des Weiteren zeigte sie experimentell, wie bei Menschen in hoch digitalisierten Umgebungen eine gelernte Hilflosigkeit gegenüber der Technologie entsteht.
Die empirischen Einsichten zum Privacy Paradox und zur Hilflosigkeit von Nutzern veranlassten Sarah Spiekermann dazu, die erste von der Europäischen Kommission 2011 offiziell ratifizierte Methode für ein Privacy Impact Assessment zwischen US-amerikanischen und europäischen Wirtschaftspartnern zu verhandeln und sich für ein sogenanntes Privacy by Design in der Europäischen Datenschutzgrundverordnung (DSGVO) einzusetzen, was durch Privacy Impact Assessments geschaffen werden kann. Es folgten kritische und konzeptionelle Arbeiten zu Data Management Platforms.
Im Zeitraum zwischen 2008 und 2009 erhielt Sarah Spiekermann insgesamt vier Rufe an deutschsprachige Universitäten: an die Martin-Luther-Universität Halle-Wittenberg, wo sie 2008/2009 auch Vorlesung hielt; an die Universität Mannheim, die European Business School und die Wirtschaftsuniversität Wien. 2009/10 war sie Adjunct Research Professor am Heinz College of Public Policy and Management der Carnegie Mellon University. 2008 gründete sie das Unternehmen Skillmap als Humboldt Spin-Off. Sie nahm den Ruf an die Wirtschaftsuniversität Wien an und übernahm dort das Institut von Robert Hansen für Betriebswirtschaftslehre & Wirtschaftsinformatik. 2018 benannte sie dieses um in „WU Institut für Wirtschaftsinformatik & Gesellschaft“. 2016 rief sie an der WU zusammen mit ihrem Kollegen Axel Polleres das Privacy & Sustainable Computing Lab ins Leben.
In ihrer wissenschaftlichen Arbeit beschäftigt sich Sarah Spiekermann seit 2014 systematisch mit Digitaler Ethik und geht damit über Werte wie die elektronische Privatsphäre und Kontrolle hinaus. 2015 veröffentlichte sie bei CRC Press das englischsprachige Lehrbuch Ethical IT Innovation – A Value-Based System Design Approach, gefolgt vom Buch Digitale Ethik – Ein Wertesystem für das 21. Jahrhundert. Auf derStandard.at schreibt sie den Blog Die ethische Maschine.
Am 29. Oktober 2015 entwarf sie in der Wochenzeitung Die Zeit eine Werteagenda für das digitale Zeitalter.
Am 19. Juni 2017 veröffentlichte sie mit Georg Franck, Johannes Hoff und anderen Philosophen in der Neuen Zürcher Zeitung (NZZ) das Manifest Wider den Transhumanismus, in dem sie auf die gesellschaftliche Gefahr hinweist, die von einem transhumanistischen Menschenbild ausgeht. Dieser Sorge verlieh sie auch in einem weiteren Artikel in der Süddeutschen Zeitung (SZ) mit dem Titel „Der Mensch als Fehler“ am 24. März 2019 öffentlich Ausdruck.
Nach einem Kommentar im Ö1-Morgenjournal über den Umgang der Österreichischen Post mit Kundendaten wurde sie von dieser im Jänner 2019 aufgefordert, eine Unterlassungserklärung zu unterschreiben. Spiekermann sah in der Folge die freie Meinungsäußerung durch Klagen von Konzernen und Personen eingeschränkt und forderte die Rektorenkonferenz zu einem offiziellen Rechtsschutz für die Professorenschaft auf.
2021 gehörte Spiekermann zu den 14 Verfasserinnen und Verfassern des Manifests Zur Verteidigung der Demokratie und Rechtsstaatlichkeit im Zeitalter der künstlichen Intelligenz. In der Schrift wird ein umfangreicher Maßnahmenkatalog zum Schutz vor „staatlichem und nicht-staatlichem Machtmissbrauch“ gefordert, „der sich aus dem gezielten Einsatz von prädiktiver Technologie und der Sammlung persönlicher Daten ergibt“.
Sarah Spiekermann war von 2013 bis 2018 im Vorstand der Denkfabrik Globart, ist im Beirat der österreichischen Digitalisierungsagentur und im Kuratorium des Forum Alpbach. Von 2016 bis 2021 wurde unter der Leitung von Sarah Spiekermann-Hoff die ISO/IEC/IEEE 24748-7000 (Systems and software engineering — Life cycle management — Part 7000: Standard model process for addressing ethical concerns during system design) als Standard für ethisches Systemdesign entwickelt.
Sie ist verheiratet mit dem deutschen Philosophen und Theologen Johannes Hoff.

## Werke
- 2001: Online information search with electronic agents: drivers, impediments, and privacy issues, Dissertation 2001 (Online)
- 2008: User control in ubiquitous computing: design alternatives and user acceptance, Shaker-Verlag, Aachen 2008, Habilitationsschrift 2007, ISBN 978-3-8322-7095-7
- 2015: Ethical IT Innovation: A Value-Based System Design Approach, Apple Academic Press, ISBN  978-1-4822-2635-5
- 2016: Networks of Control: A Report on Corporate Surveillance, Digital Tracking, Big Data & Privacy, gemeinsam mit Wolfie Christl, Facultas, ISBN 978-3-7089-1473-2
- 2019: Digitale Ethik: ein Wertesystem für das 21. Jahrhundert, Droemer Verlag, München 2019, ISBN 978-3-426-27736-2

## Artikel (Auswahl)
- Annacker, D., S. Spiekermann and M. Strobel (2001). E-privacy: A new search cost dimension in online environments. 14th Bled Conference of Electronic Commerce, Bled, Slovacia.
- Spiekermann, S., J. Grossklags and B. Berendt (2001). E-privacy in 2nd generation E-Commerce. Proceedings of the 3rd ACM Conference on Electronic Commerce EC'01, Tampa, Florida, USA, ACM Press. (PDF (Seite nicht mehr abrufbar, festgestellt im November 2024. Suche in Webarchiven))
- Berendt, B., O. Guenther and S. Spiekermann (2005). Privacy in E-Commerce: Stated Preferences vs. Actual Behavior. Communications of the ACM 48(4): 101-106. (PDF (Seite nicht mehr abrufbar, festgestellt im November 2024. Suche in Webarchiven))
- Spiekermann, S. and F. Pallas (2005). Technology Paternalism – Wider Implications of RFID and Sensor Networks. Poiesis & Praxis - International Journal of Ethics of Science and Technology Assessment 4(1): 6-18. (PDF (Seite nicht mehr abrufbar, festgestellt im November 2024. Suche in Webarchiven))
- Guenther, O. and S. Spiekermann (2005). RFID and Perceived Control - The Consumer's View. Communications of the ACM 48(9): 73-76. (PDF (Seite nicht mehr abrufbar, festgestellt im November 2024. Suche in Webarchiven))
- Spiekermann, S. (2012). The RFID PIA - Developed by Industry, Agreed by Regulators. Privacy Impact Assessment: Engaging Stakeholders in Protecting Privacy. D. Wright and P. De Hert. Dodrecht, Springer Verlag.
- Spiekermann, S. (2012). The Challenges of Privacy by Design. Communications of the ACM 55(7). (PDF)
- Oetzel, M. and S. Spiekermann (2013). A systematic methodology for privacy impact assessments: a design science approach. European Journal of Information Systems 23(2): 126-150. (PDF)
- Spiekermann, S. and A. Novotny (2015). A vision for global privacy bridges: Technical and legal measures for international data markets. Computer Law and Security Review 31(2): 181-200. (Link)
- Spiekermann, S. and J. Korunovska (2016). Towards a Value Theory for Personal Data. Journal of Information Technology (JIT) 32(1): 62-84.
- Spiekermann, S. (2022). Fragwürdig frei. (Link)
- Interview (2022): Informatikerin widerspricht Musk: "Apps lassen sich nicht ins Gehirn 'hochladen' wie auf eine Festplatte" (geo.de)